# Багіров Едуард Олександрович
Едуард Олександрович Багіров (нар. 30 травня 1975, Запоріжжя) — український футболіст, який грав на позиції нападника та півзахисника, та футзаліст. Відомий за виступами в клубах вищої ліги «Торпедо» (Запоріжжя), «Чорноморець» і «Кривбас».

## Клубна кар'єра
Едуард Багіров розпочав свою футбольну кар'єру виступами за аматорську футбольну команду «Нива-Віктор» з Новомиколаївки. У вересні 1994 року футболіст дебютував у клубі другої ліги «Віктор» із Запоріжжя. У команді Багіров грав до початку 1998 року, зіграв за цей час 77 матчів за клуб. Паралельно футболіст грав за аматорську команду «Колос» з Осокорівки. У цей час Багіров також зіграв 2 матчі за запорізький футзальний клуб «Сіал-Джет-Дніпроспецсталь-2». У березні 1998 року Едуард Багіров дебютував у вищій лізі, ставши гравцем запорізького «Торпедо». До кінця сезону футболіст зіграв 8 матчів у першості України, продовжуючи залучатись до складу «Віктора» на матчі другої ліги. За підсумками сезону «Торпедо» вибуло з вищої ліги, а Багіров продовжив виступи знову в складі друголігового «Віктора».
На початку 1999 року Едуард Багіров отримав запрошення від команди першої ліги «Чорноморець» з Одеси, яка перед цим вибула з вищого дивізіону, та мала завдання повернутись до вищої ліги. За півроку футболіст зіграв у складі «моряків» 17 матчів, та зробив посильний внесок у повернення команди до вищої ліги, здобувши в складі одеситів срібні медалі першої ліги. Паралельно Багіров грав за друголіговий клуб СК «Одеса», який з початку наступного сезону був перейменований на «Чорноморець-2», та офіційно став фарм-клубом «Чорноморця». З початку сезону 1999—2000 Едуард Багіров продовжив виступи у складі «моряків» уже у вищій лізі, проте не став футболістом основи, більше матчів зігравши за першоліговий «Чорноморець-2», і на початку 2000 року став гравцем клубу першої ліги «Волинь» з Луцька. Проте за луцьку команду футболіст зігра лише 14 матчів, у яких відзначився 3 забитими м'ячами, та покинув клуб. у наступному сезоні Багіров грав у команді другої ліги «Сокіл» із Золочева. З початку сезону 2002—2003 Едуард Багіров повернувся до виступів у вищій лізі, проте за весь сезон зіграв у складі криворізького «Кривбасу» лише 8 матчів, і надалі протягом року грав у аматорській команді «ЗАлК», а в середині 2003 року став гравцем російського клубу першої ліги «Металург-Кузбас» з Новокузнецька. На початку 2004 року футболіст повернувся в Україну, де став гравцем клубу другої ліги «Черкаси» з однойменного міста. У середині 2005 року гравець знову нетривалий час виступав у складі «ЗАлКа», а влітку 2005 року став гравцем друголігового клубу «Житичі» з Житомира, який став його останнім професійним клубом. Після завершення виступів за професійні футбольні клуби Едуард Багіров грає у аматорських футзальних клубах Запоріжжя, а також грає у складі місцевих ветеранських футбольних клубів.